# Melodryas doris
Melodryas doris är en fjärilsart som beskrevs av Edward Meyrick 1910. Melodryas doris ingår i släktet Melodryas och familjen äkta malar. Inga underarter finns listade i Catalogue of Life.